# 日進站 (北海道)
日進站（日语：／ Nisshin eki */?）是屬北海道旅客鐵道（JR北海道）宗谷本線之無人站，位於北海道名寄市日進，車站編碼為W49。電報略號為ニン。
車站名稱來自當地地名，而地名是以前在當地開拓的岐阜縣人，希望（每天都在進步），因而得名。

## 歷史
- 1959年（昭和34年）11月1日：日本國有鐵道之車站啟用。開始乘客處理服務。
- 1987年（昭和62年）4月1日：正式民營化並進行分割，車站劃歸由JR北海道繼承。

## 車站構造
- 側式月台的地面車站。
- 1面1線。
- 設有小型候車室。

## 車站周邊
位於上川盆地的邊緣，北目山地的附近。而車站周圍主要是農地。
- 北海道道939號日進名寄線
- 國立藥用植物栽培試驗場 - 位於車站以西約1公里
- 名寄健康之森
- 名寄滑雪場
- 名寄太陽柱青年旅舍（日语：なよろサンピラーユースホステル）
- 日進山 - 高190米
- 名寄川（日语：名寄川） - 車站以西
- 天鹽川 - 名寄川以西
- 名士巴士（日语：名士バス）「健康之森」巴士站

## 相鄰車站
北海道旅客鐵道（JR北海道）
■宗谷本線 (一部分列車通過本站)
名寄（W48）－日進（W49）－智恵文（W51）

## 外部連結
- （日語）JR北海道 – 日進站 （页面存档备份，存于）
- （日語）全驛參觀之旅 （页面存档备份，存于）